# Quintanilla-Colina
Quintanilla-Colina es una localidad y una entidad local menor situada en la provincia de Burgos, comunidad autónoma de Castilla y León (España), comarca de Las Merindades, partido judicial de Villarcayo, ayuntamiento de Los Altos.
Limita:
- Norte: Robredo de Zamanzas
- Sur: Pesquera de Ebro
- Este: Ahedo de Butrón
- Oeste: Turzo

Wikimapia: Localización de Quintanilla-Colina

## Geografía
Los terrenos más antiguos se formaron en el Cretácico Inferior con una edad de 140-120 millones de años.
El terreno es llano el que está en las proximidades del pueblo pero algo más lejos las laderas y páramos próximos lo separan de otros valles.

## Demografía
Evolución de la población
| Gráfica de evolución demográfica de Quintanilla-Colina entre 2000 y 2017 |
|                                                                          |
| Población de derecho (2000-2017) según el padrón municipal del INE       |

### Hidrografía
Bañada por el río Ebro aguas abajo de Pesquera en el Espacio Natural de las Hoces del Alto Ebro y Rudrón, junto a la sierra de Tudanca que es zona de transición con la comarca de las Merindades, y valle de Zamanzas.

## Topónimo
Se referencia con respecto a Colina. Pequeño pueblo próximo y por lo que parece más antiguo si nos atenemos a los restos arquitectónicos.
Algo similar ha sucedido con la denominación del pueblo Quintanaloma, que se referencia con respecto de Loma, que en la actualidad está integrado en Quintanaloma.

## Historia
Este pueblo se generó en la Alta Edad Media como el resto de pueblos de este contorno.
Para generar estos pueblos en el fondo de valle tiene que tenerse en cuenta que el sistema de producción propiciaba la explotación de la naturaleza en todos los aspectos; también disponían del páramo circundante.

### Edad Media
Hace unos mil años Quintanilla-Colina estaba integrado en el alfoz de Arreba junto con Tudanca, Tubilleja, y todos ellos integrados en el Reino de Navarra como afirman numerosos historiadores.
Recordar que a muy pocos kilómetros está el pueblo de Báscones de Zamanzas cuyo topónimo alude a los vascones.
Luego pasó a poder del Reino de Castilla por conquista.
En plena Edad Media ya los estamentos dominantes se hicieron más presentes. Quintanilla-Colina pertenecía a los García Fernández y al Monasterio de Las Huelgas de Burgos que eran a los que había que pagar numerosos impuestos en especie, en trabajo y dinero.

### Edad Moderna
Lugar denominado entonces Quintanilla; uno de los cuatro en que se dividía la Merindad de Valdivielso, jurisdicción de realengo con regidor pedáneo.
A la caída del Antiguo Régimen queda agregado al ayuntamiento constitucional de Merindad de Valdivielso, en el partido de Villarcayo.

### Edad Contemporánea
Así describió Pascual Madoz este pueblo. Lo describe conjuntamente con Colina. Este es el texto:

Las pocas casas que lo componen están divididas en dos barrios llamados Quintanilla y Colina, en cada uno de los cuales tiene una iglesia parroquial dedicadas a Ntra. Sra. de la Visitación y San Cipriano, y servidas cada una por un cura párroco; hay un cementerio en cada barrio próximos a las iglesias y una fuente en el de Quintanilla, de aguas delgadas y saludables. Confina al norte con Tubilleja, al este con Porquera y oeste con Villanueva de Rampalaez. El terreno es delgado, arcilloso y arenoso; hay algunos prados naturales de buena hierba, y un gran monte al oriente poblado de haya y roble. El río Ebro pasa inmediato a los dos barrios, habiendo sobre él un puente que se dice fue construido en el tiempo de D. Pelayo. Los caminos son de pueblo a pueblo en mal estado, y la correspondencia se recibe en Villarcayo. Produce: trigo, centeno y alubias; algún ganado lanar, cabrío y vacuno; caza abundante de perdices y pesca de barbos, truchas y anguilas. Industria: la agricultura, pero en lo que generalmente se ocupan sus naturales es en el oficio de canteros, saliendo a trabajar a tierra de Burgos. Población: 16 vecinos, 70 almas.

A principios del siglo XX pasa a depender del nuevo ayuntamiento, denominado Los Altos de Dobro por división del municipio llamado Merindad de Valdivielso.
En el censo de 1950 contaba con 126 habitantes, reducidos a 7 en el padrón municipal de 2024.

## Vías de comunicación
Desde la   N-623  se puede acceder:
- Cogiendo la  BU-V-5143  desde Escalada y atravesando Pesquera de Ebro.
- Cogiendo la  BU-V-5145  que pasa por Gallejones y Villanueva-Rampalay.

Otra carretera es  BU-V-5147  que lleva hasta Arreba.